# Masdevallia coriacea
Masdevallia coriacea är en orkidéart som beskrevs av John Lindley. Masdevallia coriacea ingår i släktet Masdevallia och familjen orkidéer. Inga underarter finns listade i Catalogue of Life.